# Saint-Cyr-sur-le-Rhône
Saint-Cyr-sur-le-Rhône är en kommun i departementet Rhône i regionen Auvergne-Rhône-Alpes i östra Frankrike. Kommunen ligger i kantonen Condrieu som tillhör arrondissementet Lyon. År 2022 hade Saint-Cyr-sur-le-Rhône 1 273 invånare.

## Befolkningsutveckling
Antalet invånare i kommunen Saint-Cyr-sur-le-Rhône
| Referens: INSEE |